# قلعه اوداوارا
قلعه اوداوارا (به ژاپنی: 小田原城 Odawara Castle) یکی از قلعه‌های معروف در شهر اوداوارا در استان کاناگاوا در ژاپن است.